# Каптаж

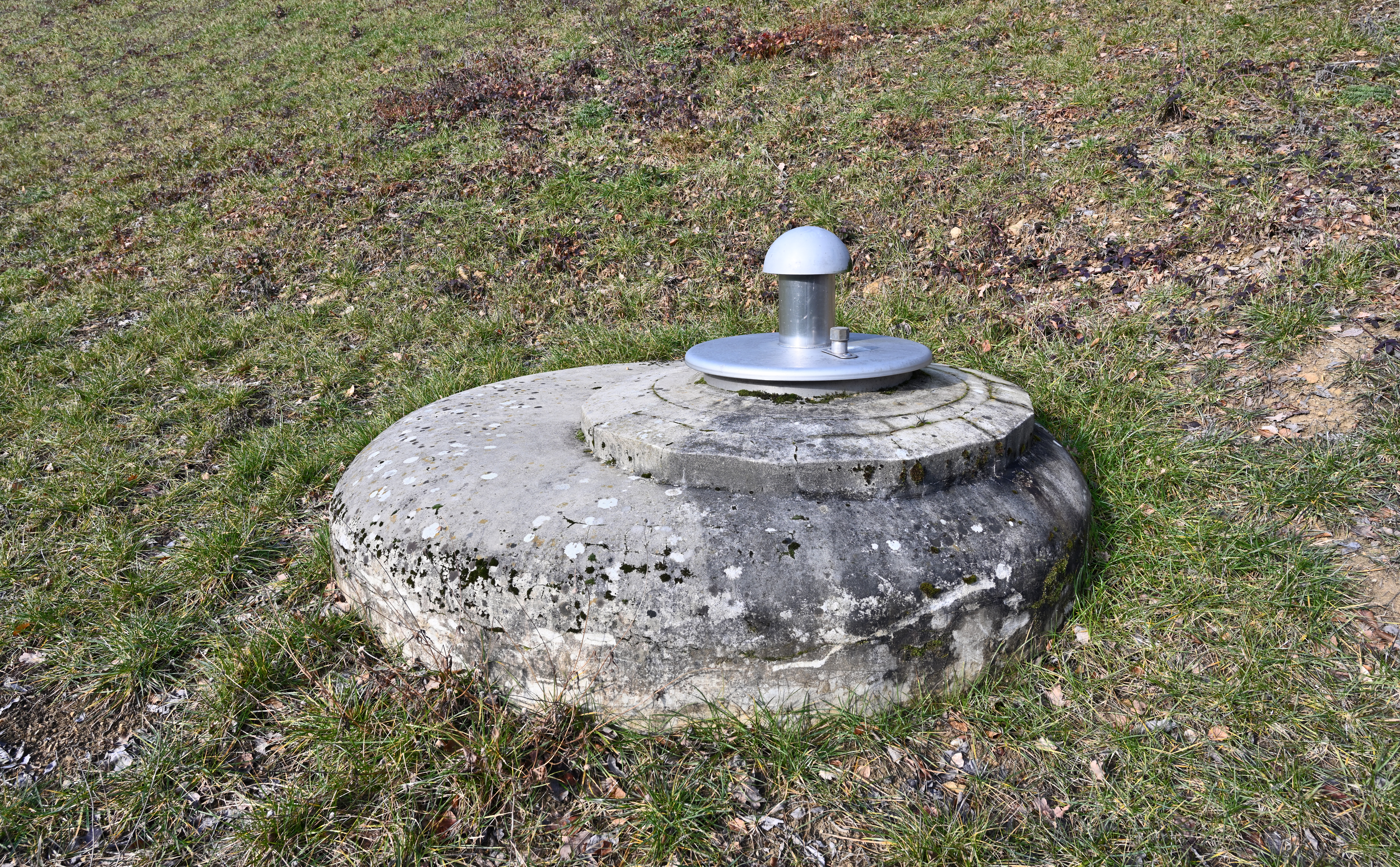
Каптаж для збору джерельної води на південному заході від Лінтгена в Люксембурзі

Каптаж — у вузькому розумінні — пристрої, що дозволяють збирати та виводити підземні води на поверхню для їхнього виміру та використання. Найпростіші види каптажу — колодязь і свердловина.
У ширшому смислі, каптаж — комплекс споруд, що забезпечують доступ до підземних вод, нафти або газу та можливість їхнього використання; інженерно-технічні роботи, пов'язані з виведенням на поверхню і збиранням підземних вод, нафти й газу.
Розрізняють каптаж:
- джерел,
- підземних вод,
- нафти,
- газу.

Для вертикального каптажу підземних вод застосовують колодязі та свердловини, горизонтального — галереї водозбірні, штольні тощо.
Найпростіший тип каптажу — шахтний колодязь, що використовується при розкритті неглибоко залеглих ґрунтових вод. В сильно перетятих місцевостях споруджуються штольні, в яких для збільшення припливу води бурять свердловини. Найпоширеніший тип каптажів підземних вод — свердловини. Стосовно підземних вод частіше вживають термін водозабір. При каптажі нафти та газу конструкції свердловин включають обсадні колони. Фонтанні свердловини обладнують фонтанною арматурою, що залишається на гирлі свердловини після закінчення фонтанування. Обладнання помпових нафтових свердловин забезпечує підвіску помпових труб, герметизацію, можливість відбору газу з міжтрубного простору і складається з планшайби з отвором для відведення газу і трійника для виведення.

## Каптаж підземних вод

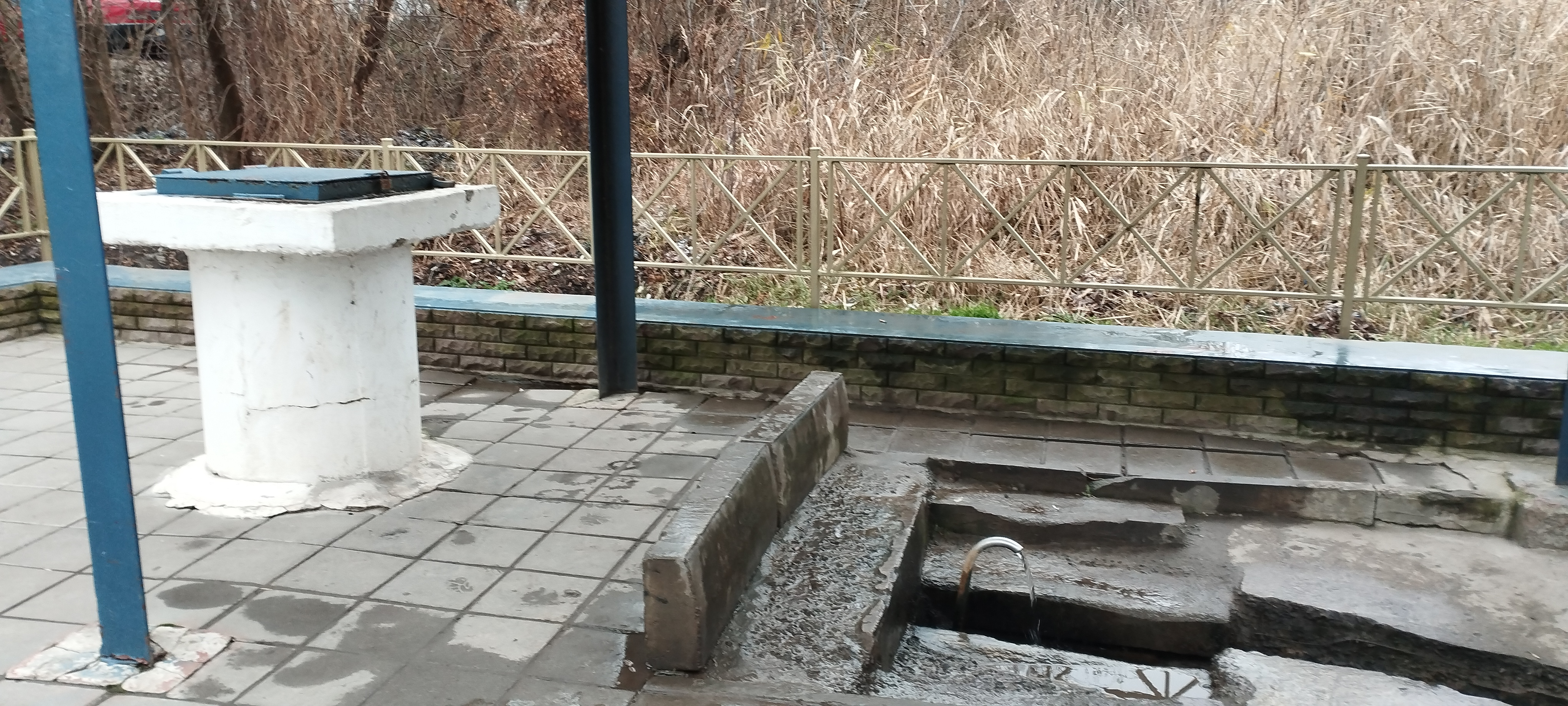
Каптаж та вихід води через трубу в лоток. Природне джерело Немишлянське-1,Харків

Каптаж підземних вод — споруда для накопичення та фільтрування підземних вод. Найпростішими видами каптажу підземних вод є колодязі, бурові свердловини, галереї водозабірні. Каптаж низхідних природних джерел має шахтний колодязь з кришкою, яка зачиняється, до якого проведено дві труби. Одна фільтраційна труба з водоносного горизонту, а інша виводить накопичену в колодці воду зовні. У зонах водоносного горизонту вбудовану фільтраційну трубу з маленькими отворами закладають у гравій, щоб запобігти блокуванню труби. Вода стікає в колодязне приміщення, яке повинно бути з двох камер. У першій є пісок, у другому — фільтр. Проходячи через ці секції вода фільтрується й виходить через другу трубу або до водойми, або до споживача.